# Blood of Redemption
Blood of Redemption è un film del 2013 diretto da Giorgio Serafini e da Shawn Sourgose.

## Trama
Quinn Forte Grimaldi è un ricco uomo d'affari di successo non privo di legami con i criminali. Tradito dai suoi stretti collaboratori, nel corso della notte Quinn è stato rovinato dalla perdita del suo impero e viene arrestato, mentre suo padre viene ucciso, attirando proprio su Quinn i sospetti da parte del fratello, che lo crede il mandante dell'omicidio. Dopo aver scontato la pena Quinn, è più deciso a che mai a vendicarsi contro i suoi ex collaboratori e soprattutto nei confronti di Campbell, il suo sostituto.